# Gymnocalycium oenanthemum
Gymnocalycium oenanthemum ist eine Pflanzenart in der Gattung Gymnocalycium aus der Familie der Kakteengewächse (Cactaceae).

## Beschreibung
Gymnocalycium oenanthemum wächst einzeln mit trüb graugrünen bis blaugrünen, abgeflacht kugelförmigen Trieben und erreicht bei Durchmessern von 12 Zentimetern Wuchshöhen von bis zu 8 Zentimeter. Die elf bis 13 Rippen sind scharf kantig. Es ist ein Mitteldorn vorhanden, der oft auch fehlt. Die meist fünf geraden bis wenig gebogenen, rötlich grauen Randdornen besitzen eine dunklere Spitze und sind bis zu 1,5 Zentimeter lang.
Die kurz trichterförmigen, weinroten bis etwas rosaroten, glänzenden Blüten erreichen eine Länge von bis zu 5 Zentimeter und weisen einen Durchmesser von 4 Zentimeter auf. Die Früchte sind grün.

## Verbreitung, Systematik und Gefährdung
Gymnocalycium oenanthemum ist in den argentinischen Provinzen Catamarca und La Rioja in Höhenlagen von 800 bis 1300 Metern verbreitet.
Die Erstbeschreibung erfolgte 1934 durch Curt Backeberg.
In der Roten Liste gefährdeter Arten der IUCN wird die Art als „Endangered (EN)“, d. h. als stark gefährdet geführt.

## Nachweise